# Class 07
De Class 07 is een asymmetrische haven-rangeerlocomotief met diesel-elektrische aandrijving. De serie is in 1962 gebouwd door Ruston & Hornsby voor de haven van Southampton, ter vervanging van de Amerikaanse stoomlocomotieven van Southern region. De locomotieven kregen de as-indeling 0-6-0 en de nummers D2985-D2998. Later kregen ze de computernummers (TOPS) 07001(D2985)-07013(D2997), D2998.

## Operationeel
De class 07 was berucht om de, bij hoge snelheden, warm lopende aandrijfkasten. Dit was gebleken bij de afleveringsrit van de eerste locomotief en de verdere leveringen vonden dan ook over de weg plaats. Later, bij de overbrenging van een exemplaar naar depot Selhurst deed zich de oververhitting opnieuw voor en alle verplaatsingen over grote afstand, met name die naar de werkplaats van BREL, vonden voorstaan plaats met wegtransport. Dit in tegenstelling tot de andere rangeerlocomotieven, die na verwijdering van de drijfstangen, werden opgezonden met andere treinen naar de gewenste bestemming. De Class 08 werd normaal gesproken zo 's nachts verplaatst met een maximumsnelheid van 56 km/u in goederentreinen indien mogelijk.
Voor de dienst in de haven van Southampton waren de locomotieven gestationeerd in de voormalige stoomlocloods in de oude havenbekkens bij de Itchen, werkzaamheden werden hier uitgevoerd door een monteur van de werkplaats te Eastleigh.
De class 07 die werden voorzien van een computernummer (TOPS) waren uitgerust met hooggeplaatste luchtremleidingen waardoor ze ook elektrische treinstellen konden rangeren, drie exemplaren werden hiervoor gestationeerd in het depot van Bournemouth. Dit was niet de hoofdtaak maar ze werden regelmatig in de buurt van hun standplaats ingezet voor algemeen rangeerwerk. Voor rangeerlocomotieven hadden ze een hoge maximumsnelheid en ze werden geschikt gemaakt voor het rijden van lokaalspoordiensten van en naar de haven van Southampon, hiervoor kregen ze bijvoorbeeld een frontsein met zes lichten. In de praktijk kwam deze inzet zelden voor als gevolg van de oververhitting, dit belemmerde ook de inzet buiten de haven van Southampton en de werkplaats van Eastleigh.
De nummers 2988, 2992 en 2998 werden uitgerangeerd zonder ooit een computernummer te krijgen en werden gesloopt in de werkplaats van Eastleigh; 2988 in 1973, 2992 en 2998 in 1976. de 2991, die het nummer 07007 zou krijgen, werd ook uitgerangeerd voor de omnummering maar bleef als dienstvoertuig in dienst van de werkplaats van Eastleigh. De locomotieven met de nummers 07003 en 07009 werden uitgerangeerd in 1976 en verkocht aan P Wood in Queenborough, Kent; 07009 werd geëxporteerd naar Italië, en 07003 werd verkocht aan British Industrial Sand in Oakmoor waar ze in 1985 werd gesloopt. De 07010 werd meteen verkocht als historisch materieel terwijl de andere locomotieven werden doorverkocht aan de industrie in 1976 en 1977: De 07001 aan Staveley Limeworks te Buxton; 07002/6/12 aan Powell Duffryn te Kidwelly (die de 07002 en 07006 sloopte in de jaren 80); 07013 aan Dow Chemicals te King's Lynn.

## Historisch materieel
De locomotieven waren slechts kort in gebruik geweest toen ze in 1977 werden uitgerangeerd. Meerdere zijn vervolgens door de industrie ingezet en daarna als historisch materieel aangemerkt. De 07001 heeft een toelating voor hoofdlijnen en is eigendom van Harry Needle Railroad Company (HNRC). Alle behouden locomotieven staan hieronder.
- 07001 - Vroeger HNRC, nu museumloc bij Heritage Shunters Trust op de Peak Rail. Geheel rijvaardig en geschilderd in de blauwe kleurstelling met 'wasp' ends 'maar zonder nummers (toestand september 2013).
- 07005 - Museumloc bij de Great Central Railway
- 07007 - In gebruik bij Knights Rail Services Ltd in de werkplaats van Eastleigh.[7] Toegelaten voor hoofdlijnen in april 2008. Momenteel geschilderd in de Rail Blue kleurstelling.
- 07010 - Museumloc op de Avon Valley Railway in de BR Blue kleurstelling, rijvaardig.[8] As of September 2013 repainted into BR blue as 07010.[9]
- 07011 - Privé eigendom in St Leonards-on-Sea. Rail Blue kleurstelling.
- 07012 - Museumloc in Barrow Hill.
- 07013 - Gerestoreerd in Rail Blue livery, echter zonder motor.[10] Nu op de East Lancashire Railway.

## Overzicht
| Pre-Tops nummer | Computernummer (TOPS) | In dienst | Uit dienst | Verder gebruik of sloopdatum |
| --------------- | --------------------- | --------- | ---------- | --- |
| D2985           | 07001                 | -         | -          | Staveley Limeworks, Buxton, 1976 later Preserved huidige eigenaar HNRC standplaats Barrow Hill                                                                           |
| D2986           | 07002                 | -         | -          | Powell Duffryn, Kidwelly, 1976, ter plaatse gesloopt in de jaren 80 |
| D2987           | 07003                 | -         | -          | P Wood in Queenborough, Kent, 1976 later British Industrial Sand in Oakmoor gesloopt 1985                                                                                |
| D2988           | -                     | -         | -          | gesloopt in 1973 in de werkplaats van Eastleigh |
| D2989           | 07005                 | -         | -          | ICI Wilton, Middlesbrough, 1976 nu behouden op de Great Central Railway                                                                                                  |
| D2990           | 07006                 | -         | -          | Powell Duffryn, Kidwelly, 1976, ter plaatse gesloopt in de jaren 80 |
| D2991           | 07007                 | -         | -          | Knights Rail Services Ltdin de werkplaats van Eastleigh |
| D2992           | -                     | -         | -          | gesloopt in 1976 in de werkplaats van Eastleigh |
| D2993           | 07009                 | -         | -          | P Wood in Queenborough, Kent, 1976 later geëxporteerd naar Italië, gesloopt in 1997                                                                                      |
| D2994           | 07010                 | -         | 10/76      | Museumloc eerst op de West Somerset Railway nu op de Avon Valley Railway                                                                                                 |
| D2995           | 07011                 | -         | -          | Privé eigendom in het depot St Leonards West Marina (East Sussex). Voorzien van hooggeplaatste remleidingen aan een zijde ten behoeve van het rangeren van treinstellen. |
| D2996           | 07012                 | -         | -          | Powell Duffryn, Kidwelly, 1976, Momenteel in de Scunthorpe Steelworks |
| D2997           | 07013                 | -         | 7/77       | Dow Chemicals, King's Lynn, 1976 museumloc eerst in Barrow Hill, nu op de East Lancashire Railway                                                                        |
| D2998           | -                     | -         | -          | gesloopt in 1976 in de werkplaats van Eastleigh |

## Technische gegevens
- Motor: Ruston Paxman 6 cilinder, 4-takt 6RPHL
- Hoofdgenerator: AEI RTB6652
- Tractiemotor: AEI RTA6652, kraanophanging aan een vertragingskast op de assen.

De luchtremmen en vacuümremmen zijn van meet af aan op de locomotieven gemonteerd. De luchtremmen voor de trein zijn later toegevoegd waarbij hooggeplaatste remleidingen gebruik in combinatie met elektrische treinstellen mogelijk maakten. Oorspronkelijk waren ze ook voorzien van radiocommunicatie voor de haven van Southampton, met een antenne aan de rechterkant van de motorkap.. Toen de havendienst gestaakt werd, werd de radiocommunicatie verwijderd.

## Industrielocomotieven
De bouwers kwalificeerden deze locomotieven als LSSE en hoewel er ook andere locomotieven voor industrieel gebruik volgens dit ontwerp (of de vergelijkbare LSSH diesel-hydraulische) zijn gebouwd had er niet één hetzelfde vermogen, remmen of andere voorzieningen voor de hoofdlijnen.

## Fictie
Een van de class 07 is te zien in de tv-serie Thomas the Tank Engine and Friends als Salty the Dockyard Diesel met het nummer D2991.

## Modelbouw
Class 07 wordt aangeboden als bouwdoos en rijklaar H0 model door Silver Fox Models.